# Det gemensamma livets bröder
Det gemensamma livets bröder var en förnyelserörelse, som startades av botpredikanten Gerhard Groote i Nederländerna på 1300-talet. De predikade bl.a. mot simoni, konkubinat, brott mot fattigdomslöftet i ordnarna och mot heretiska rörelser.
Denna nya fromhet, devotio moderna, sökte öppna en enkel väg till Gud utanför klosterlivet med bön och andlig läsning som grundläggande element. Brödernas och systrarnas andliga liv och reformrörelsen inom Windesheimkongregationen hade nära förbindelser med 1400-talets humanism och mystik. Rörelsen fick stöd av en rad påvar, och försvann inte förrän på 1700-talet då den trängdes ut av de mer välorganiserade allmänna universiteten och seminarierna.